# Aleksander Lesser

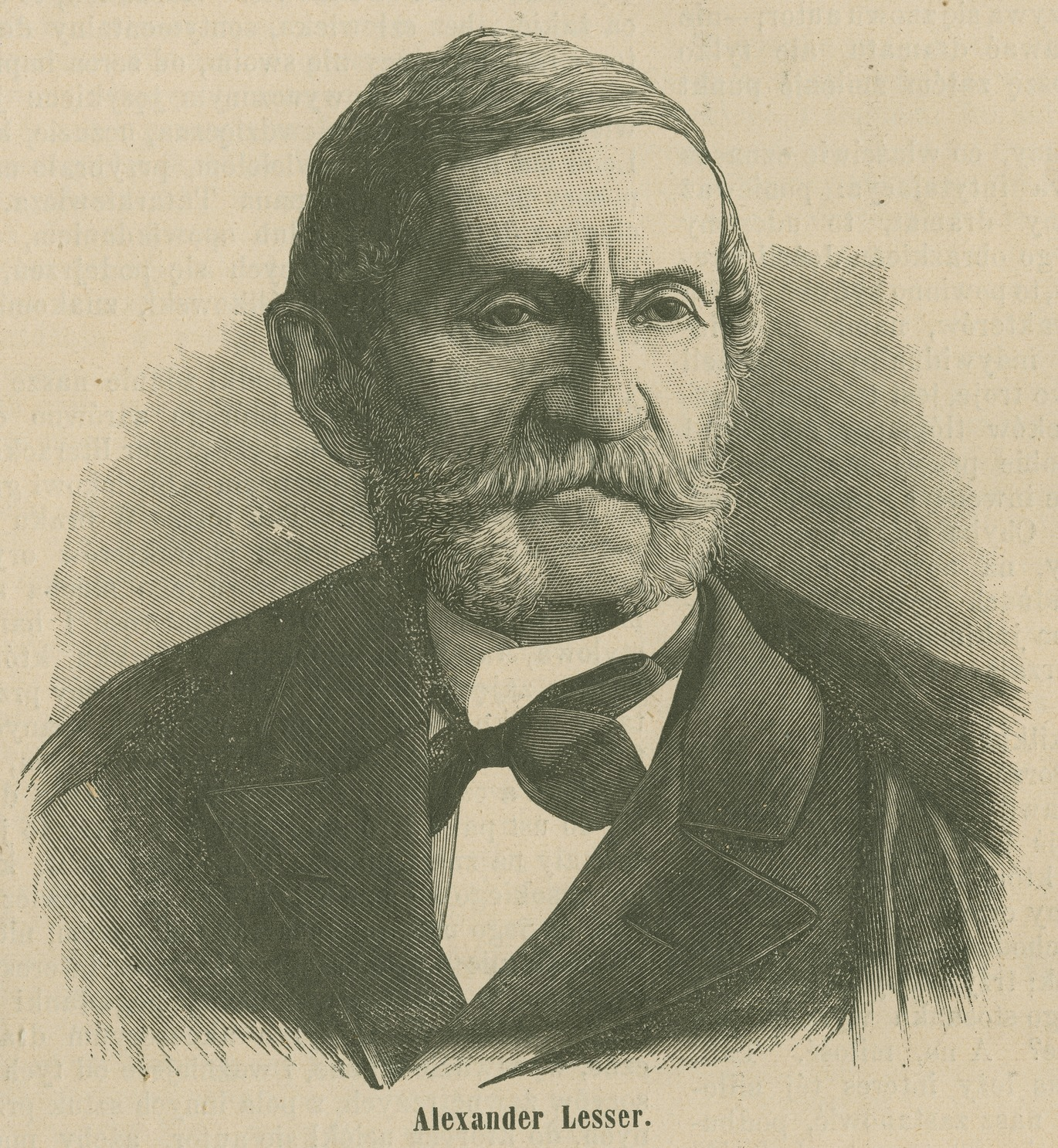
Alexander Lesser

Aleksander Lesser (* 13. Mai 1814 in Warschau; † 13. März 1884 in Krakau) war ein polnischer Historienmaler und Kunstkritiker.

## Leben und Werk
Alexander Lesser war eines von zwölf Kindern des Kaufmanns Levi Lesser (1791–1870) und Rose Loewenstein (1790–1840). Er war mit Julia Bergson (1839–1918) verheiratet.
Lesser begann seine künstlerische Ausbildung im Königlich-Preußischen Lyzäum zu Warschau bei Aleksander Kokular. Er setzte sein Studium von 1830 bis 1831 an der Fakultät für bildende Künste der Universität Warschau bei Antoni Brodowski fort.

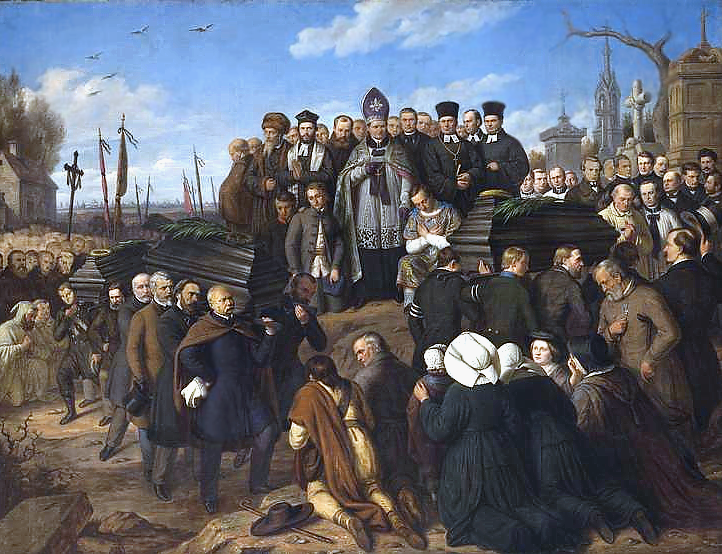
Ökumenische Beerdigung der 5 Opfer einer Protestkundgebung in Warschau, 1861

Nach der Niederlage des Novemberaufstands wurde die Universität geschlossen und Lesser setzte sein Studium von 1832 bis 1835 an der Dresdener Kunstakademie bei Moritz Retzsch und Karl Christian Vogel von Vogelstein fort. Er beendete seine Ausbildung von 8. Juli 1835 bis 1846 an der Königlichen Akademie der Künste München bei Peter Cornelius, Heinrich Hess und Julius Schnorr von Carolsfeld.
Lesser beschäftigte sich fast ausschließlich mit der historischen Malerei. Auf seinen Gemälden stellte er die wichtigsten Ereignisse aus der Geschichte Polens dar. Er schuf u. a. eine Reihe der Bildnisse aller Könige Polens. Lesser hielt sich für einen polnischen Patrioten des mosaischen Glaubens. Neben den kirchlichen Heiligenbildern schuf er Szenen aus der Geschichte der jüdischen Gemeinschaft Polens.
Er war auch als Kunsthistoriker und Kunstkritiker tätig. Er lieferte ab 1859 Artikel und Illustrationen an Samuel Orgelbrands Universalenzyklopädie. Er war auch Mitarbeiter der Wochenschrift Kłosy (Ähren). Er illustrierte die Werke von Adam Mickiewicz und Antoni Malczewski. Lesser beschäftigte sich auch mit der Lithografie.
Aleksander Lesser war Mitglied der Polnischen Akademie der Gelehrsamkeit in Krakau.